# Championnats du monde d'escrime 2002
Navigation
Édition précédente Édition suivante
Les Championnats du monde d'escrime 2002 se sont tenus du 18 au 23 août 2002 à Lisbonne (Portugal).

## Médaillés
| Épreuves           | Or                                                                                      | Argent                                                                                   | Bronze                                                                                    |
| ------------------ | --------------------------------------------------------------------------------------- | ---------------------------------------------------------------------------------------- | ----------------------------------------------------------------------------------------- |
| Épée               |                                                                                         |                                                                                          |                                                                                           |
| Hommes individuel  | Pavel Kolobkov                                                                          | Fabrice Jeannet                                                                          | Gu Gyo-dong Vitaliy Zakharov                                                              |
| Hommes par équipes | France- Benoît Janvier - Fabrice Jeannet - Jean-Michel Lucenay - Hugues Obry            | Russie- Pavel Kolobkov - Sergey Kochetkov - Aleksey Selin - Viatcheslav Selin            | Corée du Sud- Gu Gyo-dong - Kim Jeong-gwan - Lee Sang-yeop - Yang Roy-sung                |
| Femmes individuel  | Hyun Hee                                                                                | Imke Duplitzer                                                                           | Ana Maria Brânză Britta Heidemann                                                         |
| Femmes par équipes | Hongrie- Hajnalka Kiraly - Tímea Nagy - Hajnalka Tóth                                   | Estonie- Maarika Võsu - Irina Embrich - Olga Alekseyeva - Heidi Rohi                     | Chine- Luo Xiaojuan - Li Na - Shen Weiwei - Zhong Weiping                                 |
| Fleuret            |                                                                                         |                                                                                          |                                                                                           |
| Hommes individuel  | Simone Vanni                                                                            | André Weßels                                                                             | Piotr Kielpikowski Wu Hanxiong                                                            |
| Hommes par équipes | Allemagne- Ralf Bißdorf - Dominik Behr - André Weßels - Lars Schache                    | France- Brice Guyart - Loïc Attely - Jean-Noël Ferrari - Franck Boidin                   | Espagne- Javier Menéndez - Luis Caplliure - José Francisco Guerra - Javier García Delgado |
| Femmes individuel  | Svetlana Boyko                                                                          | Ekaterina Youcheva                                                                       | Edina Knapek Aida Mohamed                                                                 |
| Femmes par équipes | Russie- Svetlana Boyko - Yekaterina Youcheva - Yulia Khakimova - Olga Lobintseva        | Pologne- Sylwia Gruchała - Magdalena Mroczkiewicz - Anna Rybicka - Małgorzata Wojtkowiak | Roumanie- Laura Badea - Roxana Scarlat - Cristina Stahl - Reka Szabo                      |
| Sabre              |                                                                                         |                                                                                          |                                                                                           |
| Hommes individuel  | Stanislav Pozdniakov                                                                    | Julien Pillet                                                                            | Mihai Covaliu Luigi Tarantino                                                             |
| Hommes par équipes | Russie- Aleksey Diatchenko - Aleksey Yakimenko - Stanislav Pozdniakov - Sergey Sharikov | Italie- Giampiero Pastore - Giacomo Guidi - Aldo Montano - Luigi Tarantino               | Allemagne- Dennis Bauer - Michael Herm - Harald Stehr - Alexander Weber                   |
| Femmes individuel  | Tan Xue                                                                                 | Elena Jemayeva                                                                           | Cécile Argiolas Elena Nechaeva                                                            |
| Femmes par équipes | Russie- Elena Nechaeva - Margarita Zhukova - Irina Bazhenova - Natalia Makeeva          | Hongrie- Edina Csaba - Orsolya Nagy - Annamária Nagy - Gabriella Sznopek                 | Azerbaïdjan- Yelena Amirova - Elena Jemayeva - Anzhela Volkova - Yana Siukayeva           |

## Tableau des médailles
| Rang | Nation       | Or | Argent | Bronze | Total |
| ---- | ------------ | -- | ------ | ------ | ----- |
| 1    | Russie       | 6  | 2      | 1      | 9     |
| 2    | France       | 1  | 3      | 1      | 5     |
| 3    | Allemagne    | 1  | 2      | 2      | 5     |
| 4    | Hongrie      | 1  | 1      | 2      | 4     |
| 5    | Italie       | 1  | 1      | 1      | 3     |
| 6    | Chine        | 1  | 0      | 2      | 3     |
| 7    | Corée du Sud | 1  | 0      | 2      | 3     |
| 8    | Azerbaïdjan  | 0  | 1      | 1      | 2     |
| 9    | Pologne      | 0  | 1      | 1      | 2     |
| 10   | Estonie      | 0  | 1      | 0      | 1     |
| 11   | Roumanie     | 0  | 0      | 3      | 3     |
| 12   | Biélorussie  | 0  | 0      | 1      | 1     |
| 13   | Espagne      | 0  | 0      | 1      | 1     |